# Goodbye Cruel World
Goodbye Cruel World är ett album av Elvis Costello and the Attractions utgivet 1984. Albumet är producerat av Clive Langer och Alan Winstanley och innehåller ett tidstypiskt välpolerat sound med synthesizers. Goodbye Cruel World blev det första av Costellos album som fick ett dåligt mottagande och det sista han gjorde tillsammans med The Attractions, tills han tillfälligt återupptog samarbetet på Blood & Chocolate 1986.

## Låtförteckning
Alla låtar skrivna av Elvis Costello där ej annat anges.
Sida ett
1. "The Only Flame in Town" – 4:01
2. "Home Truth" – 3:12
3. "Room with No Number" – 4:13
4. "Inch By Inch" – 2:29
5. "Worthless Thing" – 3:04
6. "Love Field" – 3:26

Sida två
1. "I Wanna Be Loved" (Farnell Jenkins) – 4:47
2. "The Comedians" – 2:36
3. "Joe Porterhouse" – 3:29
4. "Sour Milk-Cow Blues" – 2:50
5. "The Great Unknown" (Costello, Clive Langer) – 3:00
6. "The Deportees Club" – 2:54
7. "Peace in Our Time" – 4:06

Bonuslåtar (1995 Rykodisc)
1. "Turning the Town Red" – 3:14
2. "Baby It's You" (Burt Bacharach, Hal David, Barney Williams) – 3:11
3. "Get Yourself Another Fool" (Ernest Tucker, Frank Heywood) – 4:01
4. "I Hope You're Happy Now" – 2:51
5. "The Only Flame in Town" (Live) – 4:16
6. "Worthless Thing" (Live) – 3:11
7. "Motel Matches" (Live) – 2:39
8. "Sleepless Nights" (Live) (Felice Bryant, Boudleaux Bryant) – 2:39
9. "Deportee" (Demo) – 3:22
10. "Withered and Died" (Richard Thompson) – 3:14

Bonusskiva (2004 Rhino)
1. "The Only Flame in Town" (Alternate version) – 4:05
2. "Young Boy Blues" (Doc Pomus, Phil Spector) – 3:27
3. "Turning the Town Red" – 3:14
4. "I Hope You're Happy Now" – 2:51
5. "Tomorrow's (Just Another Day)" (Mike Barson, Carl Smyth) – 2:54
6. "Get Yourself Another Fool" (Forrest, Heywood) – 4:03
7. "Baby It's You (Burt Bacharach, Hal David) – 3:11
8. "I Wanna Be Loved" (Demo version) (Jenkins) – 3:22
9. "The Great Unknown" (Demo version) (Costello, Langer) – 2:35
10. "She Loves the Jerk" (Demo version) (John Hiatt) – 3:10
11. "Turning the Town Red" (Demo version) – 3:37
12. "Peace in Our Time" (Demo version) – 3:30
13. "Withered and Died" (Thompson) – 3:14
14. "The Comedians" (Demo version) – 2:25
15. "Inch By Inch" (Demo Version) – 2.11
16. "Mystery Voice" (Demo version) – 2:23
17. "Joe Porterhouse" (Demo version) – 3:19
18. "The Town Where Time Stood Still" (Demo version) – 2:15
19. "Blue Murder on Union Avenue" (Demo version) – 2:30
20. "Home Truth" (Demo version) – 3:05
21. "The Only Flame in Town" (Live) – 4:12
22. "Worthless Thing" (Live) – 3:10
23. "Sleepless Nights" (Live) (F. Bryant, B. Bryant) – 2:39
24. "What I Like Most About You Is Your Girlfriend" (Live) (Jerry Dammers) – 2:10
25. "Motel Matches" (Live) – 2:39
26. "Love Field" (Live) – 3:21

## Medverkande
- Elvis Costello – sång, gitarr
- Steve Nieve – keyboards
- Bruce Thomas – basgitarr
- Pete Thomas – trummor

med:
- Gary Barnacle – saxofon
- Jim Paterson – trombon
- Luís Jardim – percussion
- Daryl Hall – sång "The Only Flame in Town"
- Green Gartside – sång "I Wanna Be Loved"

## Listplaceringar
- UK Albums Chart: 10[3]
- Sverigetopplistan: 20[4]

Singlar på UK Singles Chart
- I Wanna Be Loved : 25[3]
- The Only Flame in Town: 71[3]